# حزب کمونیست اسلواکی
حزب کمونیست اسلواکی (اسلواکی: Komunistická strana Slovenska , KSS) یک حزب کمونیست در کشور اسلواکی است که در سال ۱۹۹۲ از طریق ادغام حزب کمونیست اسلواکی - ۹۱ و لیگ کمونیست اسلواکی تشکیل شد.
این حزب پیرو حزب چپ اروپا است گرچه از برخی تزهای سیاسی این حزب انتقاد می‌کند. حزب کمونیست اسلواکی برای انتخابات پارلمان اروپا ۲۰۱۹، KSS یک فهرست وحدت همراه با VZDOR - strana práce تشکیل داد. این لیست جبهه سوسیالیستیک نام داشت. ۰٫۶۲٪ آرا را به دست آورد.

## نتایج انتخابات
| ۱۹۹۲ | ولادیمیر چانئو | مجلس          | ۲۳٬۳۴۹  | ۰٫۷۶٪ | ۰  |
| ۱۹۹۴ | ولادیمیر چانئو | مجلس          | ۷۸۴۱۹   | ۲٫۷۳٪ | ۰  |
| ۱۹۹۸ | ولادیمیر چانئو | مجلس          | ۹۴٬۰۱۵  | ۲٫۷۹٪ | ۰  |
| ۲۰۰۲ | یوزف شوچ       | مجلس          | ۱۸۱٬۸۷۲ | ۶٫۳۳٪ | ۱۱ |
| ۲۰۰۴ | یوزف شوچ       | پارلمان اروپا | ۳۱۹۰۸   | ۴٫۵۴٪ | ۰  |
| ۲۰۰۶ | یوزف شوچ       | مجلس          | ۸۹٬۴۱۸  | ۳٫۸۸٪ | ۰  |
| ۲۰۰۹ | یوزف هردلیچکا  | پارلمان اروپا | ۱۳٬۶۴۳  | ۱٫۶۵٪ | ۰  |
| ۲۰۱۰ | یوزف هردلیچکا  | مجلس          | ۲۱۱۰۴   | ۰٫۸۳٪ | ۰  |
| ۲۰۱۲ | یوزف هردلیچکا  | مجلس          | ۱۸٬۵۸۳  | ۰٫۷۲٪ | ۰  |
| ۲۰۱۴ | یوزف هردلیچکا  | پارلمان اروپا | ۸۵۱۰    | ۱٫۵۱٪ | ۰  |
| ۲۰۱۶ | یوزف هردلیچکا  | مجلس          | ۱۶٬۲۷۸  | ۰٫۶۲٪ | ۰  |